# 超速変形ジャイロゼッター アルバロスの翼
『超速変形ジャイロゼッター アルバロスの翼』（ちょうそくへんけいジャイロゼッター アルバロスのつばさ）は、2013年6月13日にスクウェア・エニックスから発売されたニンテンドー3DS専用ソフト。

## 概要
2012年から2014年まで展開されたトレーディングカードアーケードゲーム『超速変形ジャイロゼッター』の家庭用ゲーム版。アーケード版から40年後となる2053年の日本を舞台としており、物語の伏線や経緯が明らかにされる。
初回限定特典にアーケード版で使用可能なPRカード「グレイドラ」、ゲーム内で使用できるライバードHSの出現コード。ファミリーマートからの予約ではさらにパトタイガーの出現コード、イトーヨーカドーではパトパンダー、イオンではヒッポピーポー、GEOではスカイラインGT-Rの出現コードが付属。

## ストーリー
2053年横浜新都心に住む少年、久堂勇輝はある日、暴走したジャイロゼッターに襲われたことをきっかけに選ばれしドライバーとなる。イビルゼッターから市民を守るため、再びアルカディアが結成され、ドライバーとなった彼は戦いの最中、漆黒のジャイロゼッター「アルバロス」、伝説のジャイロゼッター「ライバード」とそのドライバー、轟駆流と出会い、歴史を変える大事件へと巻き込まれる。

## システム

### 移動
街中ではプレイヤーキャラを操作するが、屋外とダンジョンではジャイロゼッターに乗って移動し、「ビークルモード」と「ジャイロモード」を切り替えられる。
ビークルモード
自動車形態で走行。ブースト、ドリフトを駆使して高速移動ができ、走っている時は経験値が加算されていく。状況によってはイビルゼッターが乱入し、攻撃されることもある。車種によって走りやすい道が異なるため、状況によって車を切り替える必要がある。
ジャイロモード
ロボット形態で探索。移動スピードが一定で、ダンジョンの対策に向いており段差を上るにも必須。ダッシュで敵に体当たりすると先制攻撃ができる。

### アルカディア基地
横浜新都心のアルカディア基地では通信を利用して他のプレイヤーとの対戦や交換やボスと戦えるチャレンジバトルが可能。
通信
他のプレイヤーとの対戦やジャイロゼッターの交換、ドライバーズIDを確認する。対戦ではアイテムおよびカケルやハルカなど一部キャラクターのスキルが使えず、バーストゲージが一切上昇しない。
チャレンジバトル
様々なボスや特別なチームと戦う。アイテムおよびカケルやハルカなど一部キャラクターのスキルが使えず、バーストゲージが0の状態から始まるが、勝利するとZカードやジャイロゼッターが貰える。アーケード版との連動機能があり、アーケード版で特定のボスを倒すと本作で使用可能な特別なジャイロゼッターが手に入るチャレンジカードが入手できた。
プレゼント
QRコードやダウンロード番号からジャイロゼッターやチャレンジカードを入手する。

### アクティブギアバトル
本作のバトル形式。フィールドやダンジョン、基地をうろつくイビルゼッターに触れると戦闘開始する。3対3のパーティ戦で、アクティブギアゲージが満タンになった順に行動する。ギアチェンジによって使える技が増加し、威力も上がる。自分のターンを別のメンバーへ渡す技や自分に注意を引きつける技もあり、戦略性が必要。
イビルゼッターはイビルウイルスと呼ばれるコンピューターウイルスに犯され暴走しており、イビルバスターというアイテムで正常化すれば仲間にできるが、他のイビルゼッターとの戦闘は強制終了になる。ストーリーが進むと正常化しにくい機体が登場し、最新のイビルバスターを使わないと正常化が困難となる。使用できる技には様々な効果や属性があり、弱点、耐性やスキルコマンドによってダメージが変動する。
合体技
特定のジャイロゼッター3体で組み、バーストゲージが50%以上あると使用可能。効果は強力だが、使用するとゲージを50%消費し、ギアが0になる。アルバロスのみ単独で強化攻撃ができる。
ファイナルバースト
バーストゲージが100%になると発動できる必殺技。敵に大ダメージを与えることができる。最初は範囲が単体だが、GZのレベルを上げると全体攻撃できる。

#### 状態異常
わざ封じ
一定のギア数までの技しか使えなくなる。
ギアロック
ギアを上げられなくなる。
エンジンブロー
行動する度にEPが減る。
ショート
一定確率で行動がキャンセルされる。
凍結
行動不能になり、攻撃を回避できなくなるが、ダメージを受けると治る。
AI停止
行動不能になり、攻撃を回避できなくなる
おとり
敵の攻撃対象が自分のみとなる。
AIパニック
勝手に行動することがあるが、ダメージを受けると治る。
○○DOWN
特定のステータス値が下がる。

### カスタマイズ
Zカード
ジャイロゼッターに装備し、能力値を上げたりや特殊能力を付加する。カードには☆1〜☆6のレアリティがあり、ジャイロゼッターごとに最大装備数とレアリティの限界が設定されている。
ドライバースキル
ジャイロゼッターに乗るドライバーに付加されているスキル。ストーリー途中から解放され、戦闘中特定の条件を満たすと一定確率で発動する。戦闘勝利後に獲得できるDP（ドライバーズポイント）と引き換えに習得でき、同じスキルでもドライバーによって習得に必要なDPが異なる。また、カケルやハルカなど一部のキャラクターは一切スキルを変更することはできない。

## 登場人物

### アルカディア
久堂 勇輝
声 - 田村睦心
本作の主人公。横浜新都心のトレーラーハウスに家族4人で住んでいる。ドライバーに憧れており、横浜新都心がイビルゼッターに襲撃されたことをきっかけにアルカディアの選ばれしドライバーとなる。
久堂 エリカ
声 - 上坂すみれ
ユウキの双子の妹。アイドルのあいる、せなに憧れており、彼女らがジャイロゼッターに乗る映画を見て自分もアイドル兼ドライバーになろうと決意する。図太い正確だが、怪談話は苦手。大阪シティーでは悩みを抱えるあいるの為に奮闘する。
久堂 ダイゴ
声 - 関智一
ユウキ、エリカの父親。ジャイロゼッターで戦う競技「バーストファイト」の元チャンピオンでかつてナオ、ヒロトと「チーム・アルティメット」を組んでいたが、現在はカメラマン。ジャイロゼッターを売却してマイホームの頭金にしようとしたが、家族の説得とイビルゼッターとの戦いで思いとどまる。娘と同様に怪談話は苦手。
久堂 ナオ
声 - 井上麻里奈
ユウキ、エリカの母親。千葉シティー出身。バーストファイトの元チャンピオンで、現在は専業主婦の傍ら、モデルとして活躍しており、二児の母でありながら当時のプロポーションは保っている。彼女らが着ているレーシングスーツはこういう非常時におけるお手製らしい。横浜新都心に侵入したイビルゼッターとユウキ達の戦いを見てダイゴの腕が鈍っていたのを不安に思い、一緒にイビルゼッターと戦うことに決めた。
轟 駆流
声 - 井上麻里奈
TVシリーズとコミカライズの主人公。選ばれしドライバーとしてゼノンと戦っていたが、2013年にダイコンゴウとの戦いの最中に2053年に飛ばされ、バーストコロシアムでゼタクリアに包まれ身動きができなくなりゼノンにライバードを奪われた。しかしユウキ達の活躍でライバードを取り戻し、クシロック・タワー最上階に発生したタイムゲートで2013年に帰還した。ストーリー上で一時的にユウキの仲間になるが、クリア後再び仲間にできる。ギアを3上げるドライバースキル「TG(トリプルギア)」を持つ他、クシロック・タワーでの戦いでは戦闘中一度だけ任意で味方全員のギアを上げてくれる。
稲葉 りんね
声 - 井口裕香
カケルと共に2013年から未来に飛ばされた選ばれしドライバー。カケルと離れ離れになり大阪シティでアイドルデビューを果たしているが、実はエネルクスのやり方に反対してせなと共にソウルイレイザーで記憶を消されており、ウズマサ・ハリウッドでせなと共闘する。正気に戻ってからはエネルクス地下基地での戦いのあと、京都シティーの裏山のタイムゲートから2013年に帰還する。光属性の技の威力を上げるドライバースキル「極光」を持つ他、エネルクス地下基地での戦いでは戦闘中一度だけ任意で味方全員を回復してくれる。
速水 レイ
声 - 松岡禎丞
ベオフェンサーに乗る横浜最速の少年レーサー。かなりの自信家で、一人で何でもやろうとする。俊介の息子だが反抗期の真っ最中。母親が誰かは不明。回避率を上げるドライバースキル「回避」を持ち、バースト・ベガスの決勝戦でのみユウキと共闘する。
ネコ博士
声 - 中田譲治
クロード博士の一番弟子を名乗る喋るトラ猫。一人称は「我が輩」。箱根の真島時空研究所でイビルウイルスの研究を続けていた後、アルカディアの専属科学者となる。
長島 バク
声 - 龍田直樹
横浜新都心の市長で、エネルクスの社長トーマとは知り合い。未だに独身だが、久堂一家を家族同然と思っている。久堂一家と街に侵入したイビルゼッターとの戦いを見て、アルカディアを再結成する。

### ゼノン
ゲドー
声 - 飯塚昭三
ゼノンの総統で、人の道を外れた天才科学者。ジャイロゼッターを暴走させる「イビルウィルス」開発し、全国にイビルゼッターを発生させた。エネルクスとは裏で繋がっており、全国からゼタレイトを奪い、ゼタレイトが無限に眠る月に行くことを目論んでいる。ダンジョン内ではスカルギガロに乗っているが、最終決戦ではゼノデイモスに乗って戦い、相手のギアを下げる「地獄」のドライバースキルを駆使する。
轟 ヒロト
声 - 杉田智和
ゼノンに所属するドライバー。アルバロスに乗り、ユウキ達の前に立ちはだかる。かつてはダイゴ、ナオとチーム・アルティメットを組んでおり、エネルクスを潰すためにジャイロゼッター戦争に赴いたが、戦争から戻って来ると人々から悪者扱いされたため、ヒーロー気取りを嫌う。ジャイロゼッターのせいで戦争が起こったと思っており、ジャイロゼッターを滅ぼす力を得るためゼノンに入った。ゲドーの野望のために利用され、アルバロスを暴走させられるが、りんねによって暴走は鎮まり、ヒロト自身も改心する。実はカケルとりんねの息子で、「ヒーローになって欲しい」という想いからヒロトと名づけられた。和解後は父親譲りのアホ毛が表れている。最終決戦の後はアルバロスに蓄積されたゼタレイトでロゼッタグラフィーを2013年に送り、轟博士の消滅を阻止した。
ギアを3上げる「TG」のドライバースキルを持ち、火のアソー山での戦いでは戦闘中一度だけ任意で味方全員の攻撃力を上げてくれる。
ダイモン
声 - 安元洋貴
旭川シティーで独裁者として君臨するジャイロゼッター戦争の英雄。一部の一般市民には英雄視されている。ライオンのような風貌と左目の義眼が特徴。好戦的な性格で、再び戦争を起こそうと企みクシロック・タワーでギルティスで交戦するも、凍結兵器の爆発に巻き込まれ生死不明になる。その後、ゴートによって蘇生、狂気を孕みゼノクロノスのドライバーとしてアソー山で再対決する。
ニック、ハック
声 - 中島ヨシキ
ヒロトを兄貴と慕うゼノン所属の双子の兄弟ドライバー。ゴーグルメットが特徴。「ニッヒッヒ」と笑うオレンジ髪の方がニックで、「ハヒヒッ」と笑う金髪の方がハック。バーストコロシアム付近でジャイロゼッター泥棒をしている。その後失敗が続いたことでリストラされ、バーストベガスで一攫千金を狙って再戦する。愛車はパジェロだが、バースト・ベガスではランサーエボリューションXに乗っている。無属性技で受けるダメージを半減させる「防御」のドライバースキルを持つ。
ゴート博士
声 - 黒田崇矢
仙台シティーでジャイロゼッターのエンジンについて研究している科学者。実験により妻を亡くした上に失敗続きが原因で街では孤立している。轟博士同様、かつてアルカディアの技術研究者だったが、大破したカケルのライバードをシャイニングエディションに改修した際にバーストコアの存在を知り、轟博士に裏切られたと勘違いしメヴィウスエンジンを越えるエンジンを開発するためゼノンに協力する。バーストベガスでの一件を経てソウルイレイザーに乗り込み、TV本編のゴートに変貌。火のアソー山にてメヴィウスエンジンに対抗するため開発したターボXXX（トリプルエックス）エンジンを搭載したジャイロゼッター"ゼノクロノス"を用いるが敗北し、その最中にハルカを手に掛けたことを後悔しながら、轟博士の存在を完全抹消するため過去にタイムスリップし逃亡。TVシリーズのゴートと同一人物である。

### エネルクス社
トーマ
声 - 立花慎之介
エネルクス社の社長。会社の利益にならない話には興味を示さないが、ラーメンには人一倍うるさく、千葉シティや旭川シティではエネルクス社へラーメンを届けるサブクエストがある。ゼノンとは裏で通じており、是音寺のゼノン本部にてケルベイザーで応戦するも敗北し、逮捕される。九州でのサブクエストで大阪の路地裏でひっそりと登場している。最終決戦直前で父親の悪行を止めるよう懇願しており、悪人とは言えない。
シーレア
声 - 諏訪彩花
エネルクス社の社長秘書。性格は悪く、ジャイロゼッターに乗ると豹変する。仙台では風力エネルギーの元を断ち、仙台シティーを支配するためにRX-7とRX-82体を率いる。二度目はア・バシリに囚われたソウタを救出しようとするユウキたちを倒すべくRX-Ωに搭乗し、立ちふさがる。ア・バシリの敗北後はソウタの秘書になり改心する。

### その他
クロード博士
真島時空研究所の所長、引退後は箱根登山道の研究所でイビルウィルスについて研究しており、以前バク市長とアルカディアの再結成について話し合ったという。本作では名前のみの登場で旅に出た。
ハルカ
声 - 藤田咲
ゴート博士の娘で、病弱だが父の研究の成功を信じる健気な少女。ミツオカ ビュートに乗る。後にオーサカ総合病院で治療を受けるようになり、ゼノンに入ったゴートを元に戻すため、瀬戸海溝に動向する。勝利後に獲得できるDPが上がる「上達」のドライバースキルを持つ。
道場ヘイスケ
声 - こぐれ修
仙台付近にある「道場ビクトリーロード」にキャンプを構える老人で、ダイゴ、ナオ、レイの師匠だが、女好きなのが玉にキズ。愛車はスカイライン2000GT-Rで、炎属性の技の威力を上げる「炎」のドライバースキルを持つ。ゲームクリア後に本気の彼と戦える。TVシリーズ本編で同姓同名であるイレイザーキングとの関係は不明。
あいる
声 - 小松未可子
せなと共に活躍する人気絶頂の双子アイドル。歌えなくなったため、りんねに取って替わられたと思われていたが、エネルクスのやり方に反対したためミカにソウルイレイザーを付けられそうになり逃げてきた。エリカに励まされ、せなとりんねを救うためウズマサ・ハリウッドに動向する。無属性の技の威力を上げる「烈」のドライバースキルを持つ。
せな
声 - 小見川千明
せなと共に活躍する人気絶頂の双子アイドル。エネルクスのやり方に反対し、あいるの身代わりとなってミカにソウルイレイザーを付けられ、りんねと共に洗脳された。ムーブに乗り、りんねと共にユウキ達の前に立ちふさがる。ブラスト技の命中率を上げる「魔弾」のドライバースキルを持つ。
初貴 ミカ
声 - 田中理恵
エネルクス芸能社に所属するスカウトで、あいる、せなのマネージャー。ナオとは昔馴染み。一流セレブになるためになりふり構わず危ない橋を渡り、エネルクス本社から渡されたソウルイレイザーでせな、りんねを洗脳する。ダイコンゴウで対決するが敗北し、自らの過ちに気づき、あいる、せなの3人で一からやり直すことに決めた。
稲葉 りんね博士
声 - 井口裕香
40年後のりんね。かつてクロード博士と共にイビルバスターを研究し、現在は函館キャンプで研究を続け、ソウルイレイザーを無効化する「アンチイレイザー」も開発。高純度ゼタクリアで作ったお守りをユウキたちに託した後は福岡のジゴク山キャンプに移る。カケルの妻であり、ヒロトの母で、ユウキたちにそのことを伝える。40年後のため年齢は52歳であるはずだが、外見はとても50代とは思えないほど非常に若々しい。
轟 カケル博士
声 - 内田夕夜
40年後の駆流。かつてはゴートと共にメヴィウスエンジンの研究をしていたが、うまくいかずヒロトが戦死したとの報を聞いて挫折し、旭川でコーラの自棄飲みに浸っていた。息子が生存している事が解り生きる希望を見いだし、新生アルカディア基地でメヴィウスエンジンの研究を再開し、成功させる。終盤、ゴートが過去に遡った事により存在が消えかかるものの、ゲドーとの最終決戦後にヒロトがロゼッタグラフィーを同様に送ったことで抹消はまぬがれた。
速水 俊介
声 - 松岡禎丞
40年後のシュンスケ。ダイゴ、ナオとは知り合い。元アルカディアのドライバーで、現在はエネルクス警備社の警備部長を務めるが、バースト・ベガスにおいてソウルイレイザーを付けられドライバー「鉄人」としてジャイロゼッターを倒し続けていた。TVシリーズ同様GT-Rに搭乗するが、バースト・ベガスにおいてはゴートが開発したゼタレイトXエンジンを積んだGT-R Black sditionに乗って戦いエンジンが爆発するが、レイに救出され、一命と取り留める。
軍司 ソウタ / プリズナー01
声 - 三宅健太
40年後のソウタ。容姿は父親の久石と似ている。旭川シティーにあるアルカディア北海道支部を管理していたが、ダイモンに逆らいア・バシリ送りにされる。しかし、久堂一家も幽閉されたのを機に彼らと共に脱獄の手引きをする。アルカディア学園最後の学園長で、ダイゴとナオの恩師でもある。アニメ・原作では自病を直すためとソウルイレイザーを付け、「イレイザー01」としてゼノンに操られていたが、駆流たちの活躍で正気に戻った。
羽根 充則
声 - 陶山章央
40年後のミッチー。大阪シティーで芸能プロダクションとアルカディア大阪支部を兼業しているが、エネルクスのやり方に反対し、エネルクス芸能社圧力で干されてしまいバイト生活を余儀なくされた。せな、りんねの救出、りんねのドルフィーネの奪還等をサポートする。
ジコラン / 美輪 沙斗里
声 - 清都ありさ
京都シティーに住む昔流行ったキャラクターを基にした遠隔操作型ロボット。京都シティーではポピュラーな機体であり、複数の機体が存在する。ユウキたちにアドバイスを送るジコランを操作しているのは40年後のサトリだが、スキンケアが理由で表に出てこない。ネタが古いのが玉にキズ。受けた状態異常を消し去る「無効」のドライバースキルを持つ。

## 世界

### 街
横浜新都心
ユウキの故郷で、本作の日本最大の都市。東京はアルバロスによって壊滅したため。市役所の地下にアルカディア本部がある。
千葉シティー
川を流れる水で水力発電を行っている都市。ゲドーの実験の影響でゼタレイトによって水を汚され、周辺の植物が枯れており飲み水もままならない。ナオの故郷。
仙台シティー
大きな風車による風力エネルギーで生活している都市。
旭川シティー
ゼノンが起こした異常気象によって一年中雪に包まれる北海道に造られたドーム型都市。
大阪シティー
エネルクス社の経営するコンサートが名物。
名古屋シティー
巨大なカジノが名物のきらびやかな都市。
京都シティー
紅葉が咲き乱れる純和風の都市。大阪やシティや名古屋シティへ多くの住民が転居しており老人が多い。そのことから外出にはジコランを利用している。
広島シティー
海水に囲まれており、渦潮を利用した潮力エネルギーで暮らしている水中都市。市長はアルカディアの大ファン。
福岡シティー
エネルクスのゼタレイト採掘により溶岩と灼熱の気候に覆われてしまった火山都市。火山の大噴火が稲葉博士に危惧されている。温泉や博多ラーメンが名物で、ダイゴ、ナオの新婚旅行の思い出の地。

### ダンジョン
バーストコロシアム
バーストファイトを行う競技場。ジャイロゼッター戦争の影響で寂れ廃墟同然である。クリア後はレベルの高いイビルゼッターが生息する。
ゼタレイト鉱山
ゼタレイトを採掘する鉱山。既に原石は少ないがエネルクス社の管理下にあり、許可無き採掘は禁じられている。
カスミ樹海
千葉シティーの東に広がる樹海。どこかにゼノンの基地が隠されている。
風のザオー山
仙台シティーの北に位置する山。街の電力をまかなう風車が設置されている。
ア・バシリ収容所
ダイモンに逆らった者を幽閉する収容所。捕らえた住民のジャイロゼッターはバラバラに解体し、住民にはゼタレイト採掘を強制する。
クシロック・タワー
北海道のゼノンの拠点で、異常気象の元凶。蜘蛛の巣トラップが備えられている部屋があり、それに引っかかると不意打ちされる。
バースト・ベガス
名古屋エリアにあるバーストコロシアム。物凄い賞金が出るとの噂がある。
帰らずのトンネル
暗くて薄気味悪いトンネルで、幽霊が出ると噂の恐怖スポット。奥には是音寺というゼノンの基地がある。
エネルクス地下基地
ビワコエリアに造られた秘密基地。
ウズマサ・ハリウッド
大阪シティーにある映画の撮影所。
瀬戸海溝
広島エリアの海底。
火のアソー山
福岡エリアにある火山。コンテナで足場を作り溶岩の上を進む。
巨大戦艦エクスドラン
ゼノンが誇る巨大戦艦。メヴィウスハイウェイが無いと潜入できず、バリアによって道が塞がれておりジャンプを駆使して艦首部へ辿り着かなければならない。ゲドーとの最終決戦の舞台である。

## 挿入歌
1. 「Love Drive!!」
  - 作詞 - やないけいこ / 作曲 - 佐藤直紀 / 編曲 - 川﨑恵 / Mixed by 水坪敬一(imaginevoice) / Vocal directed by 小川智之(imaginevoice) / 歌 - 稲葉りんね

## 攻略本
Vジャンプブックス 超速変形ジャイロゼッター アルバロスの翼 全国走破!ドライバーズナビ（ISBN 978-4-08-779659-9）2013年6月13日発売。